# Pedro Cordero Martín
Pedro Cordero Martín (Badalona, 28 de enero de 1972) es un deportista español que compitió en bochas adaptadas. Ganó dos medallas de bronce en los Juegos Paralímpicos de Verano en los años 2004 y 2008.

## Palmarés internacional
| Juegos Paralímpicos | Juegos Paralímpicos | Juegos Paralímpicos | Juegos Paralímpicos  |
| Año                 | Lugar               | Medalla             | Prueba               |
| ------------------- | ------------------- | ------------------- | -------------------- |
| 2004                | Atenas (Grecia)     | Medalla de bronce   | Equipo BC1-BC2 mixto |
| 2008                | Pekín (China)       | Medalla de bronce   | Equipo BC1-BC2 mixto |